# Reda El Amrani
Reda El Amrani (ur. 19 maja 1988 w Casablance) – marokański tenisista.
Zawodowym tenisistą El Amrani był w latach 2006–2017. Wielokrotnie wygrywał turnieje z serii ITF Men's Circuit. W zawodach kategorii ATP World Tour jego najlepszym wynikiem jest awans do ćwierćfinału w Casablance z kwietnia 2010 roku.
W latach 2007–2011 regularnie reprezentował Maroko w Pucharze Davisa, grając łącznie w siedemnastu meczach, z których w jedenastu zwyciężał.
W rankingu gry pojedynczej El Amrani najwyżej był na 160. miejscu (7 czerwca 2010).